# خط ۱ متروی قم
خط ۱ متروی قم یک خط درون‌شهری در شهر قم و یکی از مسیرهای قطارشهری سیستم متروی قم است که در امتداد محور شمالی-جنوبی قم قرار دارد. این خط از ابتدای جاده ساوه (ایستگاه قلعه کامکار) شروع شده و پس از عبور ۱۴/۸ کیلومتری به مسجد جمکران ختم می‌شود. این خط با خط ۲ متروی قم (مونوریل قم) در ایستگاه مترو مطهری تلاقی دارد.
خط ۱ مترو قم دارای ۲ خط A و B است که خط A آن با پیش‌بینی ۱۴ ایستگاه و یک دپو دارای ۱۴/۸ کیلومتر طول است. این خط به ۲ فاز تقسیم شده و فاز نخست آن به طول ۴/۶ کیلومتر، حدفاصل میدان کشاورز تا میدان شهید مطهری در حال اجراست.
عملیات اجرایی این خط در سال ۱۳۸۹ با پیمانکاری قرارگاه خاتم الانبیا با مبلغ ۸۶۰ میلیارد تومان آغاز شد و تا امروز هم ادامه دارد.

## ایستگاه‌ها
خط ۱ متروی قم جمعاً ۱۴ ایستگاه دارد که به قرار زیر است:
| شماره | کد ایستگاه | نام ایستگاه   | تقاطع | آدرس                                     | شروع به کار |
| ----- | ---------- | ------------- | ----- | ---------------------------------------- | ----------- |
| ۱     | (A14)      | قلعه کامکار   |       | ابتدای جاده قدیم ساوه                    |             |
| ۲     | (A13)      | کشاورز        |       | میدان کشاورز                             |             |
| ۳     | (A12)      | سوم خرداد     |       | خیابان امامزاده ابراهیم، تقاطع سوم خرداد |             |
| ۴     | (A11)      | معصومیه       |       | میدان معصومیه                            |             |
| ۵     | (A10)      | آیت‌الله سعیدی |       | میدان سعیدی                              |             |
| ۶     | (A9)       | شهید مطهری    | ۲ 2   | میدان مطهری                              |             |
| ۷     | (A8)       | عمار یاسر     |       | خیابان طالقانی، تقاطع ۴۵ متری عمار یاسر  |             |
| ۸     | (A7)       | چهل اختران    |       | خیابان طالقانی، مقابل بقعه چهل اختران    |             |
| ۹     | (A6)       | میرزای قمی    |       | میدان میرزای قمی                         |             |
| ۱۰    | (A5)       | پلیس          |       | میدان پلیس                               |             |
| ۱۱    | (A4)       | دل‌آذر         |       | خیابان دل‌آذر، کوچه دل‌آذر ۱۰              |             |
| ۱۲    | (A3)       | ولیعصر        |       | میدان ولیعصر                             |             |
| ۱۳    | (A2)       | بقیةالله      |       | میدان بقیةالله                           |             |
| ۱۴    | (A1)       | مسجد جمکران   |       | میدان انتظار                             |             |